# Wilhelm z Baskerville
Wilhelm z Baskerville – główny bohater powieści Umberta Eco Imię róży.
Wilhelm jest franciszkaninem i byłym inkwizytorem. Powierzona mu zostaje misja zorganizowania spotkania Michała z Ceseny i przedstawicielstwa papieża, w związku z czym odwiedza szereg opactw. W jednym z nich w północnych Włoszech rozwiązuje zagadkę morderstw, które się tam wydarzyły. Jest nauczycielem Adsa z Melku. Jako jedyny mnich w opactwie posługuje się prototypem okularów – odpowiednio oszlifowanymi szkłami powiększającymi, obsadzonymi w twardej oprawie – co jest jego wyróżnikiem i nawiązaniem do symboliki oświecenia. Wilhelm z Baskerville wysoko ceni sobie myśli innego franciszkanina, niejakiego Rogera Bacona.
W rozwiązaniu zagadki morderstw w opactwie posługuje się analizą i indukcją. Do prawdy dochodzi w sposób racjonalny, rozumowy.
Umberto Eco wyraźnie nawiązuje do postaci wykreowanej przez Artura Conana Doyle’a – detektywa Sherlocka Holmesa, pozostawiając wyraźny trop: Baskerville, miejscowość, z której pochodzi brat Wilhelm, jest jednocześnie nazwiskiem starej szlacheckiej rodziny prześladowanej przez demonicznego psa w opowieści Conana Doyle’a Pies Baskerville’ów. Podobnie jak Sherlock Holmes, tak i Wilhelm z Baskerville posiada swego ucznia i pomocnika – Adso z Melku jest odpowiednikiem doktora Watsona.
Imię bohatera, Wilhelm, także jest tropem interpretacyjnym. Nawiązuje do postaci franciszkanina Williama (Wilhelma) Ockhama, twórcy zasady brzytwy Ockhama.
W filmie, w reżyserii Jeana-Jacques’a Annauda, w postać Wilhelma wcielił się Sean Connery, zaś w serialu – John Turturro.